# 泰川駅
泰川駅（テチョンえき、朝鮮語: 태천역）は、朝鮮民主主義人民共和国平安北道泰川郡泰川邑にある駅で、青年八院線に属する。 

## 隣の駅
青年八院線
延中駅 - 泰川駅 - 山城駅